# 키미키스
키미키스(キミキス, Kimikiss)는 엔터브레인에서 2006년 5월 25일 발매된 플레이스테이션2용 연애시뮬레이션 게임이다.
트루러브스토리를 만든 스탭들이 대거 참여하여 유사성이 높아 사실상 속편으로 인식되고 있다.

## 스토리
여름방학이 끝나고 새학기가 시작될 무렵, 키비나(輝日南) 고등학교를 무대로 주인공이 좋아하는 사람을 만나 키스를 하는 것을 목표로 학창시절을 보내는 이야기.

## 등장인물

### 주요 인물
호시노 유미(星乃結美) / 코시미즈 아미
주인공과 같은 반. 말이 없고 내성적이라 친구가 적다. 책을 좋아하여 도서위원을 맡고 있다.
사토나카 나루미(里仲なるみ) / 미즈하시 카오리
주인공의 1년 후배. 집이 우동 가게를 하고 있어 우동 만드는 걸 좋아하고 가업을 잇는 게 꿈이다.
미즈사와 마오(水澤摩央) / 이케자와 하루나
주인공의 1년 선배로 어릴적 친하게 지낸 소꿉친구.
사키노 아스카(咲野明日夏) / 히로하시 료우
주인공과 같은 반. 축구를 좋아하지만 학교에 여자 축구부가 없어 남자들만 있는 축구부에 소속.
후타미 에리코(二見瑛理子) / 타나카 리에
주인공과 같은 학년. IQ가 190을 넘는 천재소녀라 불린다. 혼자서 과학실험을 하는 걸 좋아한다.
시죠 미츠키(祇条深月) / 노토 마미코
주인공과 같은 학년. 부유한 집의 자제로 귀하게 자랐다.
쿠류 메구미(栗生恵) / 나카하라 마이
선도부원. 집이 유도 도장이라 본인도 유단자.

### 서브 캐릭터
나나(菜々) / 노가와 사쿠라
애니메이션에서는 아이하라 나나(相原菜々). 주인공의 여동생으로 나루미와는 같은 반이며 사이가 좋아서 함께 다닌다. 게임에서는 트루러브스토리 시리즈의 전통을 이어 받아서 여자들의 정보나 호감도 등을 가르쳐준다.
카와다 토모코(川田知子) / 카와스미 아야코
국어 교사. 미즈시마 마오의 반 담임.

### 남자 캐릭터
아이하라 코이치(相原光一) / 미즈시마 타카히로
드라마CD판의 주인공. 게임 초기 설정시의 디폴드 네임이기도 하다.
사나다 코이치(真田光一) / 히노 사토시
애니메이션의 주인공.
아이하라 카즈키(相原一輝) / 미즈시마 타카히로
애니메이션의 주인공.
카이 에이지(甲斐栄ニ) / 사쿠라이 타카히로
미즈시마 마오의 동급생.

## 애니메이션
키미키스 pure rouge(キミキス pure rouge)는 2007년 10월부터 방영되는 애니메이션이다. 노다메 칸타빌레를 제작한 스탭들이 대부분 이동하여 만들고 있다.

### 스탭
- 원작 - 엔터 브레인
- 감독 - 카사이 켄이치 (カサヰケンイチ)
- 시리즈 구성 - 츠치야 사토루 케이
- 캐릭터 원안 - 타카야마 키사이
- 디자인 - 이와쿠라 카즈노리
- 서브 디자인 - 히요 와타리 마사루
- 미술 감독 - 고바야시 시치로
- 색채 설정 - 무라나가 마야
- 촬영 감독 - 쿠로사와 유타카
- 편집 - 니시야마 시게루
- 음향 감독 - 아케타가와진
- 음악 - 나나세 히카루, 요코야마 카츠, 이와다레 노리유키
- 음악 제작 - 란티스
- 프로듀서 - 유카와 쥰, 스즈키 켄타, 호소카와 슈, 마츠쿠라 유우지, 사토미 테츠로
- 애니메이션 제작 - J.C.STAFF
- 제작 - 키미키스 제작위원회 (반다이 비주얼 엔터 브레인,하쿠호도 DY Media Partners,JCSTAFF)

### 방영목록
| 화수 | 제목            | 방송일    |
| ---- | --------------- | --------- |
| 01   | meet again      | 10월 6일  |
| 02   | cool beauty     | 10월 13일 |
| 03   | book mark       | 10월 20일 |
| 04   | step in         | 10월 27일 |
| 05   | jump up         | 11월 3일  |
| 06   | each melancholy | 11월 10일 |
| 07   | dear actress    | 11월 17일 |
| 08   | close to you    | 11월 24일 |
| 09   | water girls     | 12월 1일  |
| 10   | miss tone       | 12월 8일  |
| 11   | tear drops      | 12월 15일 |
| 12   | passing rain    | 12월 22일 |
| 13   | crossroad       | 1월 5일   |
| 14   | summer holidays | 1월 12일  |
| 15   | now's the time  | 1월 19일  |
| 16   | stand in        | 1월 26일  |
| 17   | her answer      | 2월 2일   |
| 18   | rainy blue      | 2월 9일   |
| 19   | true heart      | 2월 16일  |
| 20   | uncontrollable  | 2월 23일  |
| 21   | cutting memory  | 3월 1일   |
| 22   | time goes by    | 3월 8일   |
| 23   | miss you        | 3월 15일  |
| 24   | …and meet again | 3월 22일  |

## 라디오
라디오 방송이 온센에서 방송중이다.
- 아미와 카오리의 키미키스 튜닝업♪ (2006년 4월 3일 ~ 10월 23일) - 코시미즈 아미와 미즈하시 카오리 진행.
- 카오리와 료의 키미키스 츄잉팝♪ (2006년 11월 6일 ~ 방송중) - 미즈하시 카오리와 히로하시 료 진행.